# Peter Pietras
Peter Pietras (Trenton, 21 aprile 1908 – Trenton, 15 aprile 1993) è stato un calciatore statunitense, di ruolo centrocampista.

## Carriera
Prese parte ai mondiali del 1934 con la Nazionale statunitense.